# Aeronavegabilidade
Aeronavegabilidade (em inglês: "airworthiness") é a propriedade ou capacidade de uma aeronave de realizar um voo seguro ou navegar com segurança no espaço aéreo, para o transporte de pessoas, bagagens ou cargas, ou para a realização de serviços aéreos especializados, policiais ou outros. Essa propriedade ou capacidade é reconhecida pelo órgão governamental responsável através da concessão de um certificado de aeronavegabilidade. Esse certificado é, junto com o certificado de marcas de nacionalidade e matrícula, uma condição necessária para que uma aeronave civil possa voar na maioria dos países, particularmente os que integram a Organização da Aviação Civil Internacional.   

## Certificado de Aeronavegabilidade
De acordo com os regulamentos brasileiros da aviação civil (RBAC 21, seção 21.175) , assim como os regulamentos federais da aviação norte-americana (CFR 14 - Part 21, § 21.175) , existem basicamente dois tipos de certificados de aeronavegabilidade:
- certificado de aeronavegabilidade padrão (ou simplesmente certificado de aeronavegabilidade), que é aquele emitido para aeronaves de projeto certificado. Esse certificado segue as normas da Organização da Aviação Civil Internacional e dá direito à primeira e a segunda liberdades do ar (sobrevoo e pouso técnico) previstas na Convenção de Chicago; e

- certificado de aeronavegabilidade especial, que inclui propósitos tais como voos experimentais e voos de translado para retorno à base de manutenção.

Quando se trata de certificado de aeronavegabilidade padrão, três componentes são básicos:
- a certificação do projeto da aeronave, que engloba atividades de avaliação de engenharia, simulações, testes de laboratórios e em protótipos, e voos experimentais;

- a certificação de fabricação, onde se procura assegurar que cada unidade que sai da linha de montagem é idêntica ao projeto certificado;

- a manutenção da aeronave, que deve ser continuamente mantida através de um programa de manutenção/inspeções, geralmente conduzido por uma equipe de mecânicos de manutenção aeronáutica habilitados, podendo contar com o auxílio de um sistema de análise, diagnóstico e gerenciamento da "saúde" ("health") e da confiabilidade da aeronave[6][7].